# کولییاپیتییا
کولییاپیتییا (به لاتین: Kuliyapitiya) یک منطقهٔ مسکونی در سری‌لانکا است که در ناحیه کورونیگالا واقع شده‌است.

## خصوصیات
کولییاپیتییا ۶٬۸۵۰ نفر جمعیت دارد.